# А1 Беларусь
А1 — провайдер телекомунікаційних, ІКТ- та контент-послуг в Білорусі. Надає послуги зв'язку стандарту GSM 900/1800, UMTS (WCDMA/HSDPA/HSUPA/HSPA+) та 4G (через мережу beCloud), другий за чисельністю абонентів оператор стільникового зв'язку в Білорусі. Станом на 30 вересня 2019 року послугами компанії користувалися більш 4,877 млн абонентів. Також А1 надає послуги доступу до Інтернету за стандартами ADSL, Ethernet та GPON у всіх обласних центрах республіки, Бобруйську, Жлобіні, Річиці, Світлогорську та Добруші, а також цифрового телебачення IPTV під брендом VOKA. До серпня 2019 року компанія вела операційну діяльність під брендом velcom.

## Історія

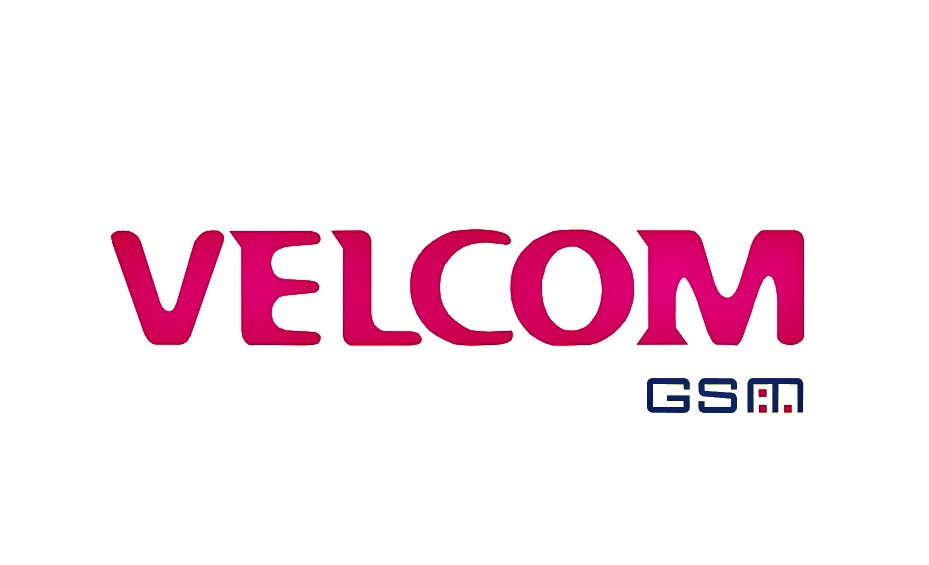
Логотип ІП «МЦЗ» до ребрендингу 2008 року

Лого компанії «Велком» в 2008—2019 роках

Компанія почала здійснювати комерційну діяльність з надання послуг і товарів мобільного зв'язку 16 квітня 1999 року під назвою СП ТОВ «Мобільний цифровий зв'язок» і стала першим стільниковим оператором стандарту GSM в Білорусі (перший стільниковий оператор — NMT-оператор БелСел).
До старту комерційної експлуатації були запущені 10 базових станцій (9 в Мінську і одна в Орішніках по дорозі в Національний аеропорт «Мінськ»). До літа 2000 року до мережі А1 були підключені всі обласні міста країни. Мобільний зв'язок з'явився на трасі Мінськ-Брест-Орша і в прилеглих населених пунктах. З 23 квітня 2007 року мобільний зв'язок А1 став доступним всьому міському населенню Білорусі. У квітні 2019 року оператором запущена перша GSM-мережа на території Поліського державного радіаційно-екологічного заповідника.
З 15 березня 2001 року абоненти А1 отримали можливість відправляти і приймати SMS, в червні 2005 — MMS.
2 червня 2003 року оператор запустив послугу GPRS. В грудні 2005 року в трьох областях республіки стала доступна технологія EDGE.
30 березня 2006 року компанія А1 першою в Білорусі приступила до тестової експлуатації зв'язку третього покоління. 3G-мережа була розвинена за 27 днів. Комерційний запуск мережі 3G в Мінську та Гомелі відбувся 17 березня 2010 року. В лютому 2016 А1 першим в країні запустив 3G-мережу в діапазоні 900 МГц, а в травні 2019 покращив пропускну здатність 3G-мережі, першим оснастивши базові станції четвертою несучою радіочастотою в діапазоні 2100 МГц.
З листопада 2007 року компанія входить до складу A1 Telekom Austria Group в результаті придбання спочатку 70 % (листопад 2007), а потім решти 30 % (жовтень 2010) акцій. З червня 2019 року абоненти А1 можуть користуватися Інтернетом за домашньою ціною в мережах операторів A1 Telekom Austria Group.
В травні 2008 року компанія провела ребрендинг, змінивши логотип та назву на УП «Велком».
В травні 2009 року компанія підписала ексклюзивний договір з ТОВ СП «БелСел» про надання послуг широкосмугового доступу до Інтернету на основі технології CDMA2000 (EV-DO Rev.A). Послуги надавались до 16 травня 2013 року.
У 2014 році запущено цифрове телебачення VOKA, розпочато будівництво власного дата-центру компанії, відкрито офіційний Інтернет-магазин. У травні 2020 року компанія розширила канали онлайн-продажів і відкрила свій перший віртуальний магазин.
До 2017 року А1 перетворюється на крупного гравця на ринку фіксованого зв'язку Білорусі шляхом придбання ряду інтернет-провайдерів. У тому ж році А1 стала першим мобільним оператором в світі, який запустив у комерційну експлуатацію повністю віртуальне ядро мобільної мережі.
В 2017 році А1 отримав дозвіл на комерційний запуск першої в Білорусі вузькосмугової мережі NB-IoT, призначеної для «інтернету речей». Станом на 2019 рік ця технологія запущена в Мінську та всіх обласних містах республіки.
В квітні 2018 року абонентам А1 стали доступні дзвінки по Wi-Fi з використанням технології VoWiFi (Voice over Wi-Fi або Wi-Fi Calling). У грудні 2019 року А1 першим в країні впровадив технологію VoLTE (Voice over LTE).
Влітку 2018 року А1 в партнерстві з ЗАТ «Банк Рішення» та міжнародною платіжною системою Visa запустив віртуальну карту з кешбеком A1 banking для оплати широкого спектра послу. У листопаді 2020 року А1 та Visa підписали угоду про стратегічне партнерство з метою розвитку цифрових фінансових сервісів у державі, а також розширення фінансових послуг додатку А1 banking .
21 березня 2019 року А1 почав надавати послуги передачі даних за технологією 4G. До кінця 2019 року 4G-мережа стала доступною абонентам А1 у всіх великих містах в діапазоні радіочастот 1800 МГц. У грудні 2019 року компанія оголосила про стратегічне партнерство з інфраструктурним оператором beCloud з розвитку мобільного зв'язку стандарту 4G в Білорусі, яке розраховане на 3 роки. Починаючи з 2020 року А1 надасть свою інфраструктуру під базові станції, а також транспортну мережу на основі гібридних, радіорелейних і оптоволоконних ліній зв'язку, щоб 4G-мережа в частотному діапазоні 800 МГц стала доступною в сільській місцевості. У серпні 2020 року завдяки використанню нового діапазону радіочастот зона покриття мережі 4G у Гомельській області розширилась до 96,4% й зрівнялась з покриттям 3G.
8 квітня 2019 року компанія оголосила про початок ребрендингу. У перехідний період до кінця року в комунікаціях буде використовуватися дуал-бренд velcom | A1. Після того — єдиний бренд А1.
У квітні 2019 року A1 забезпечив безкоштовний доступ до Інтернету за технологією Wi-Fi в 18 електропоїздах Білоруської залізниці. У червні 2019 року оператор запустив 38 нових базових станцій уздовж залізничних колій для покращення якості мобільного зв'язку в поїздах.
З квітня по травень 2019 року А1 забезпечив мобільним зв'язком всі тунелі Московської та Автозаводської ліній Мінського метрополітену, у листопаді 2020 року зв'язок стала доступна на Зеленолужской лінії.
12 серпня 2019 року компанія першою в країні запустила віртуальні eSIM-карти, а в листопаді цього ж року дала можливість перейти на eSIM онлайн в особистому кабінеті. З 31 серпня 2021 року абонентом компанії можна стати дистанційно через реєстрацію eSIM-карти в мобільному додатку «Мій А1».
У серпні А1 представив перший смартфон під власною торговою маркою — А1 Альфа. У липні 2020 року стартував продаж «А1 Альфа 20+».
12 листопада 2019 за участю А1 була підписана спільна білорусько-австрійська декларація по зміцненню співпраці в сфері зв'язку, інформаційно-комунікаційних технологій та розвитку технології 5G. А1 подав заявку на виділення радіочастотного спектра, що відповідає вимогам міжнародних стандартів 5G, і веде розробку архітектури мережі 5G. 22 травня 2020 року А1 в тестовому режимі ввела в експлуатацію першу в Білорусі мережу 5G SA (Standalone), створену на основі автономної архітектури. 25 травня 2020 року в цій мережі було здійснено перший у Білорусі та СНД виклик за технологією VoNR.
12 травня 2021 року компанія А1 стала реалізовувати SIM-карти для самореєстрації в крамницях мереж-партнерів.

## Власники та керівництво
До січня 2005 року 69,9 % акцій А1 належали кіпрській компанії SB Telecom, 30 % — ЗАТ «Белтехекспорт», 0,1 % — РУП «Белтелеком». В січні 2005 в число власників акцій компанії ввійшла держава: вона отримала 30,9 %, за SB Telecom залишилось 49 %, ЗАТ «Белтехекспорт» — 20 %, «Белтелеком» — 0,1 %.
В серпні 2007 року кіпрська компанія SB Telecom викупила 100 % акцій підприємства за $556 млн.
На початку жовтня 2007 австрійська компанія A1 Telekom Austria Group підписала договір про купівлю 70 % акцій SB Telecom, а в жовтні 2010 року — решту 30 % акцій.
Генеральним директором компанії станом на 2024 рік є Гельмут Дуз.

## Критика та безпека
Австрійських інвесторів відразу ж з 2007 року звинувачували в прихильності до «останнього диктатора Європи» заради гарного бізнесу. Масові протести після президентських виборів 2010 року, зокрема Площа 2010, були жорстоко придушені, але пізніше з'ясувалося, що силовики режиму Лукашенка шпигували за протестувальниками, використовуючи дані їх мобільних телефонів. А1 завжди підкреслювала, що ні передає активно будь-які дані клієнтів: «На відміну від більшості інших країн будь-який доступ до персональних даних і даних дзвінків здійснюється без рішення суду і без участі оператора мобільної мережі», – пояснював оператор в той час.
У липні 2016 року правозахисна організація «Amnesty International» звинуватила «A1» в причетності до стеження за білоруськими громадянами. Згідно зі звітом правозахисників, компанія надає владі практично необмежений доступ до розмов своїх клієнтів і їх даними. «A1 Telekom Austria Group» відреагувала на звинувачення, в своїй відповіді пославшись на те, що вона всього лише дотримується законодавства країни.
Напередодні святкування 100-ї річниці БНР в березні 2017 року білоруський політик Миколай Статкевич заявив, що на рівні оператора їхні з дружиною смартфони було заблоковано і взято під контроль, після чого було скинуто пароль у Facebook.
23 серпня 2020 року під час мітингу в Мінську у всіх операторів мобільного зв'язку виникли проблеми з мобільним інтернетом. За повідомленням «A1», це сталося на вимогу державних органів для забезпечення національної безпеки. У цей самий день надання послуги передачі даних було відновлено в повному обсязі. 26 серпня компанія завчасно попередила абонентів про схожі проблеми. Віялові відключення інтернету продовжилися і в наступні місяці протестів в Білорусі. У звіті білоруської правозахисної організації «Human Constanta» припинення роботи було прирівняне до порушення прав людини, бо це фактично «розгін мирної демонстрації, тільки онлайн».
21 вересня 2020 року Асоціація європейських телекомунікаційних операторів зв’язку (ETNO) виступила із заявою щодо ситуації з вимкненням Інтернету в Білорусі. В ній міститься й публічна позиція «A1 Telekom Austria Group»: «А1 в Білорусі не може надавати послуги зв’язку без доступу до монополізованого державою зовнішнього каналу — голосовий зв'язок та передача даних як на національному, так й на міжнародному рівнях знаходиться під контролем уповноважених державних органів».
У жовтні 2020 року Міжнародна коаліція #KeepItOn опублікувала публічний лист із закликом до білоруських постачальників телекомунікаційних послуг протидіяти вимкненню Інтернету. У відповіді від компанії А1 вказано: «Обмеження доступу до Інтернет послуг не знаходиться ані у площині інтересів компанії, ані її клієнтів. Однак, як і в будь-якій державі, де працює A1 Telekom Austria Group, компанія зобов’язана дотримуватися місцевих законодавчих та нормативних вимог. У разі невиконання цих вимог наслідки від їхньої реалізації можуть носити більш масштабний характер».
Відомий критик А1 Вероніка Цепкало, яка багато років пропрацювала в velcom у відділах продажів і корпоративних клієнтів, сказала в жовтні 2020 року: «Я не думаю, що це правильно, що компанія з ЄС так явно підтримує Лукашенко і його недемократичні цінності. По-іншому її поведінку не назвеш, коли вона щонеділі відключає мобільний інтернет. Що робить A1, щоб дистанціюватися від цього кривавого режиму?»